# Канто (герой)
Канто, чието истинско име е Илутин, е персонаж от комикс, създаден от Джак Кърби през 1972 г., публикуван от Ди Си Комикс.

## История на героя.
Илутин беше тринадесетгодишен ученик на Добрата баба, изпратен в изгнание на Земя (по времето на Ренесанс) за кражба на оръжия, принадлежащи на Канто-13, тогавашния убиец в служба на Дарксайд (не за самата кражба, а за открити). След убийството на Канто-13 Илутин става новият личен убиец на владетеля на Апоколип Дарксейд, по името на Канто.

## Други медии
Канто се появи в следната анимационна поредица:
- Супермен: Анимационният сериал епизод Оръдията на търговията, изразено от Майкъл Йорк.
- Лигата на справедливостта без граници епизод Жив!, Некредитиран гласов актьор.